# Аристозух
Аристозух (лат. Aristosuchus) — вымерший род тероподных динозавров из группы целурозавров. Окаменелые остатки были найдены в отложениях формации Уэссекс раннего мелового периода (баррем) в на острове Уайт, Великобритания. Типовой и единственный вид — Aristosuchus pusillus.

## Открытие

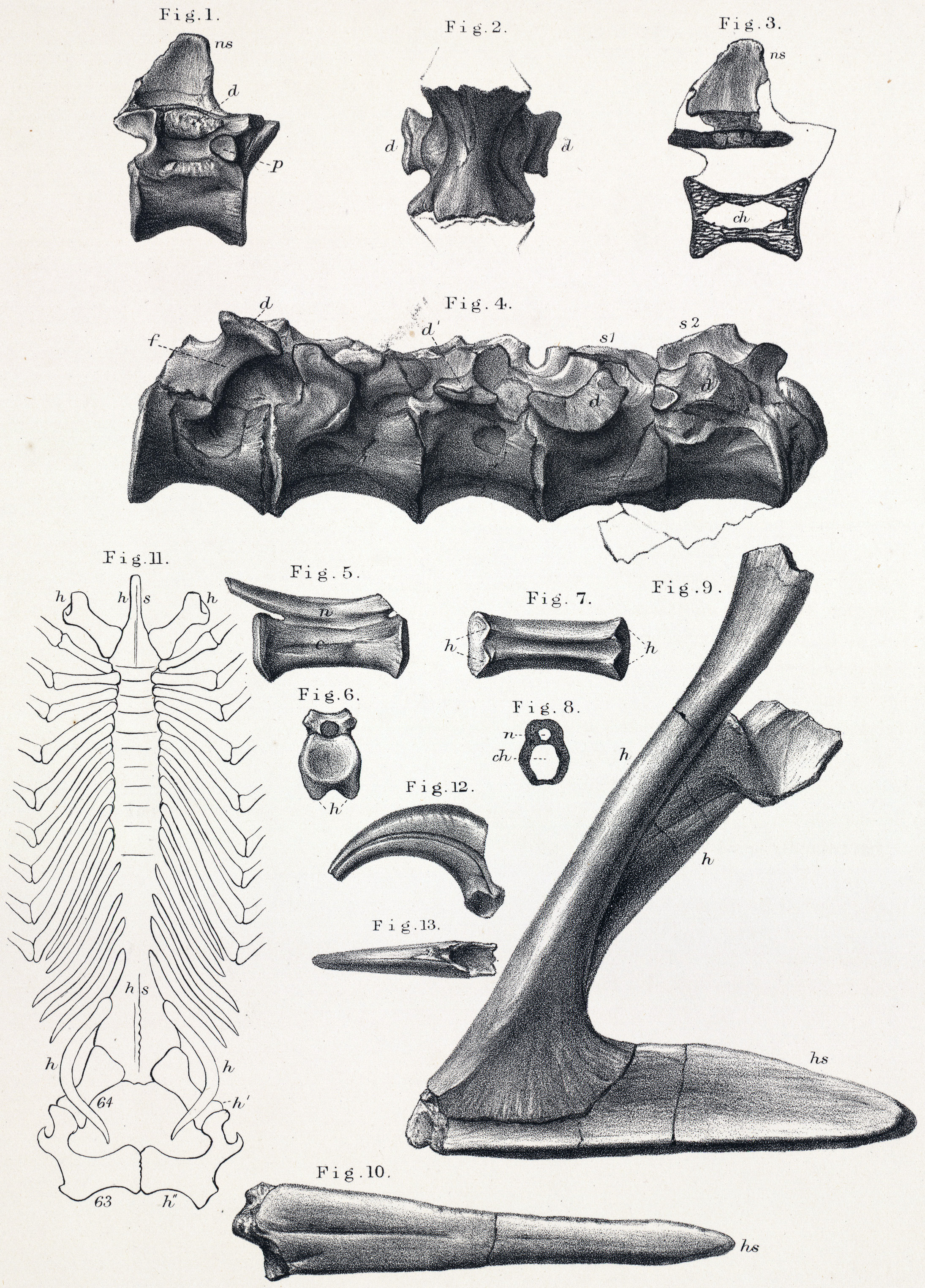
Оригинальная иллюстрация голотипа в работе Оуэна

Типовой вид — Aristosuchus pusillus — был описан в 1876 году Ричардом Оуэном как вид Poekilopleuron (Poekilopleuron pusillus). Видовое название в переводе с латинского означает «маленький». Гарри Говир Сили (1839–1909) выделил его в отдельный род Aristosuchus в 1887 году.

## Описание
Род известен по фрагментарному материалу — голотипу NHMUK R.178: крестцу, лобковой кости, бедренной кости и нескольким позвонкам. Поблизости были найдены две когтевые фаланги, которые могли принадлежать тому же животному.
Аристозух был двуногим хищным тероподом. Согласно оценке Грегори С. Пола, аристозух достигал 2 м в длину при массе тела 7 кг.

## Классификация

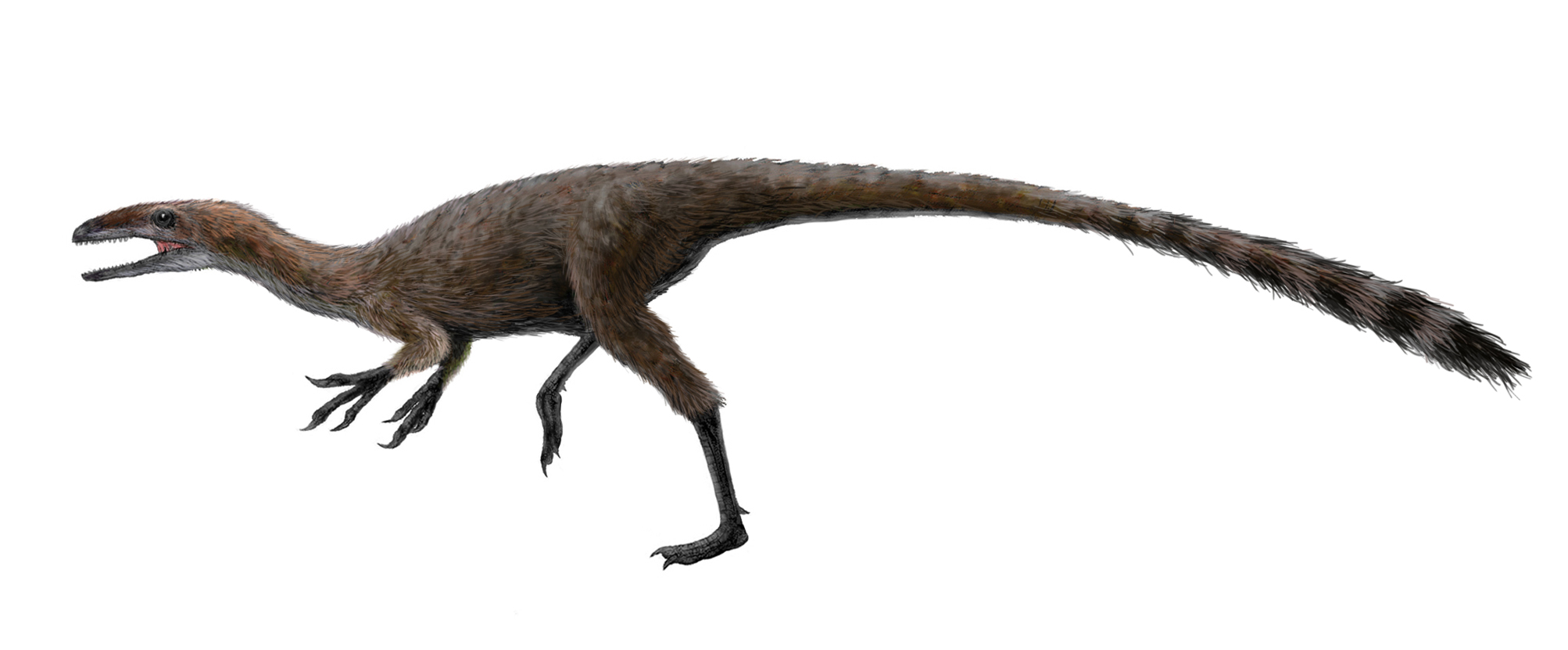
Реконструкция в виде компсогнатида

Woodward и Sherborn (1890) считали, что Aristosuchus pusillus был описан на основе того же образца, который преподобный Уильям Фокс описал как Calamospondylus oweni в 1866 году, что повсторялось в работах многих других авторов (при этом некоторые из них считали C. oweni nomen nudum). 
Однако Naish в работах 1999 и 2002 годов показал, что голотипы Calamospondylus и Aristosuchus представляли собой различные образцы, а в работах Оуэна и Фокса описываются остатки разных животных . В обоих работах он отнёс Aristosuchus к семейству комппогнатид .